# Holonuncia sussa
Holonuncia sussa is een hooiwagen uit de familie Triaenonychidae.